# Katholische Ärztearbeit Deutschland
Der Katholische Ärztearbeit Deutschland e.V. (KÄAD) ist ein Zusammenschluss katholischer Ärzte und Mediziner.

## Geschichte
Auf Initiative von Lorenz Kardinal Jaeger erfolgte die Gründung 1958. Vorläufer waren die Lukas-Gilden unter der Leitung von Pater Gratian Gruber OFMCap, der religiös-wissenschaftlichen Ärztetagungen des Mediziners Alf Riegel, dem Prälaten Bernhard Hanssler und Georg Trapp SJ, dem Rektor des Berchmanskollegs, sowie dem Katholischen Akademikerverband unter Leitung von Leon Norpoth, Leopold Deimel und Prälat Paul Wolff.
Ziel des Vereins ist die Auseinandersetzung mit religiös-ethischen Prinzipien in Forschung und Praxis sowie Grenzfragen der Medizin und die medizinisch-ethische Weiterbildung.

## Organisation
Der Verein ist gebunden an ihre Satzung. Die Organe sind die Mitgliederversammlung und der Vorstand. Die Mitglieder engagieren sich mit einem eigenen Vorstand auf Diözesanebene.
Der Verein ist eingebunden in den europäischen katholischen Ärzteverband FEAMC (Federation Europeenne des Associations de Medecins Catholiques) und der FIAMC, dem Dachverband der nationalen katholischen Ärztevereinigungen mit Sitz in Rom.
Der Verein ist Mitglied der Katholischen Akademikerarbeit Deutschlands.

## Schriften (Auswahl seit 2000)
- Gehorsam und Widerstand : Nachfrage bei Friedrich (von) Spee /Brauchen wir eine andere Ethik?: neue Herausforderung durch die Entwicklung der Embryonen- und Stammzellforschung, Schwabenverlag Ostfildern 2001, ISBN 978-3-7966-1045-5
- Die heile Welt : Nostalgie oder Aufgabe? ; Nachfrage bei Werner Bergengruen / Die Düsterkeit in unserem Leben : Schlaglichter der Depression, Schwabenverlag Ostfildern 2002, ISBN 978-3-7966-1092-9
- Was hat Mystik mit moderner Medizin zu tun – Nachfrage bei Meister Ekkehard / Familie und Partnerschaft in der heutigen Gesellschaft, Kath. Ärztearbeit Deutschlands Grafschaft 2003, ISBN 978-3-930376-33-9
- Schöpfung versus Evolution oder Schöpfung durch Evolution? : Nachfrage bei Teilhard de Chardin (1881 - 1955) / Armut und Krankheit: Armutsbekämpfung als Gesundheitsfürsorge, Kath. Ärztearbeit Deutschlands Grafschaft 2005, ISBN 978-3-930376-42-1
- Rückfrage bei Descartes – auf der Suche nach der verlorenen Ganzheit / Ethische Fragen bei künstlicher Ernährung und künstlicher Beatmung, Kath. Ärztearbeit Deutschlands Grafschaft 2006, ISBN 978-3-930376-49-0
- Effizienz oder Barmherzigkeit im ärztlichen Handeln? : Nachfrage bei Friedrich Joseph Haass / Muss ich zur Vorsorge? : Vorsorgemedizin zwischen ärztlichen Auftrag und Bürgerpflicht, Kath. Ärztearbeit Deutschlands Grafschaft 2009, ISBN 978-3-930376-68-1
- Zufall und Notwendigkeit oder Gottes Schöpfungsplan? – Nachfrage bei Charles Darwin / Christentum und ärztliche Kunst – Nachfrage bei Thomas Mann, Kath. Ärztearbeit Deutschlands Grafschaft 2012, ISBN 978-3-930376-81-0